# Partido de Malvinas Argentinas
Malvinas Argentinas es uno de los 135 partidos de la provincia de Buenos Aires, en la zona Norte del Gran Buenos Aires, 35 km al noroeste de la Ciudad Autónoma de Buenos Aires. Su ciudad cabecera es la ciudad de Los Polvorines, la segunda ciudad más poblada del partido, siendo la más poblada la ciudad de Grand Bourg.
Limita con los partidos de San Miguel, José C. Paz, Tigre, Pilar y Escobar.
El partido fue creado por la Ley provincial 11.551, el 20 de octubre de 1994, el mismo año en que se hizo la reforma de la constitución nacional y provincial. Resultó de una subdivisión del ex Partido de General Sarmiento conformado por este actual Partido, sumado al de Jose C. Paz y San Miguel, habiéndose añadida una pequeña porción de tierras que pertenecían al partido del Pilar, a modo de compensación por esa pérdida, toda la localidad de Del Viso fue incorporada a la jurisdicción de este último.
Los Polvorines, creada sobre la línea del Ferrocarril Belgrano Norte, surgió en conjunto con el pueblo de Del Viso. La unión de los fondos de las estaciones originales del FF.CC. dio origen a las tierras que conforman el distrito.
El Partido de Malvinas Argentinas se encuentra en la denominada Área Metropolitana de Buenos Aires (AMBA); al noroeste del Gran Buenos Aires. Forma parte del llamado segundo cordón del aglomerado.
Las localidades que la componen son Los Polvorines, Grand Bourg, Tortuguitas, Ing. Adolfo Sourdeaux, Villa de Mayo, Ing. Pablo Nogués, Tierras Altas y Área de Promoción El Triángulo.
Su superficie es de 63,08 km², y una población estimada en 350 000 habitantes, con una densidad poblacional cercana a 5000 hab/km²; el distrito es atravesado por dos rutas provinciales (RP 23 y 24), una línea ferroviaria (Ferrocarril general Belgrano) y Autopista del Sol (ex Panamericana). En su periferia, se ubican dos parques industriales y numerosas urbanizaciones cerradas. En el distrito se emplaza el campus de la Universidad Nacional de General Sarmiento.

## Toponimia
El nombre del municipio homenajea y recuerda la reivindicación de soberanía argentina sobre el archipiélago austral de las Islas Malvinas.

## Geografía

### Sismicidad
La región responde a con sismicidad baja; y su última expresión se produjo el 5 de junio de 1888 (137 años) de silencio sísmico), a las 3.20 UTC-3, con una magnitud probable, de 5,0 en la escala de Richter (terremoto del Río de la Plata de 1888).
La Defensa Civil municipal debe advertir sobre escuchar y obedecer acerca de
Área de
- Tormentas severas periódicas
- Baja sismicidad, con silencio sísmico de 137 años

### Área
Malvinas Argentinas, con una superficie de 63,8 km² es uno de los 24 distritos que integran el conurbano bonaerense.
Esta última está integrada por la región del distrito que se halla ubicada entre los dos ramales de la autopista Panamericana, y recibe este nombre ya que es una porción triangular de tierras donde se asientan la mayor parte de las industrias radicadas en Malvinas Argentinas.
La actual división por localidades y área ha sido establecida recientemente por las Ordenanzas 189/98 y 209/98, del mes de abril de 1998. La sede del gobierno comunal está emplazada provisionalmente en la localidad de Los Polvorines, a una distancia aproximada de 35 km de la Ciudad Autónoma de Buenos Aires y a unos 95 km de la ciudad capital provincial de La Plata.
Malvinas Argentinas es un distrito estratégicamente ubicado respecto a las vías de comunicación. Además del Acceso Norte en sus dos ramales -a Escobar y a Pilar- entre los cuales se encuentra El Triángulo, identificado como "Parque Industrial", el distrito es circundado por la Ruta Nacional 202 (Provincial n.º 23) , la Ruta Nacional 197 (Provincial n.º 24), y la RN 8. Estas rutas, especialmente los dos ramales de la Panamericana, son utilizados diariamente como corredores obligados para el transporte de productos que se comercializan en el Mercosur. Todo esto significa para Malvinas Argentinas un potencial económico de relevancia.
Es de suma importancia también el transporte ferroviario. La traza del Ferrocarril General Manuel Belgrano Norte atraviesa de este a oeste toda la extensión del partido contando con siete estaciones, siendo el eje que vértebra y comunica a las seis localidades. La empresa adjudicataria del servicio es Ferrovías.
Por Decreto N.º 4.520, el Poder Ejecutivo Nacional dispuso, el 17 de diciembre de 1908, la ubicación de la estación Los Polvorines, cuyo nombre derivaba del polvorín Sargento Cabral, que el Ejército Argentino estableció en sus cercanías.
Dentro del partido, más específicamente en Los Polvorines se encuentra la Universidad Nacional de General Sarmiento.

### Población
Según los resultados definitivos del censo de 2022 la población del partido alcanza los 350.674 habitantes.

## Localidades del partido
- Área de Promoción El Triángulo
- Grand Bourg
- Ingeniero Adolfo Sourdeaux
- Ingeniero Pablo Nogués

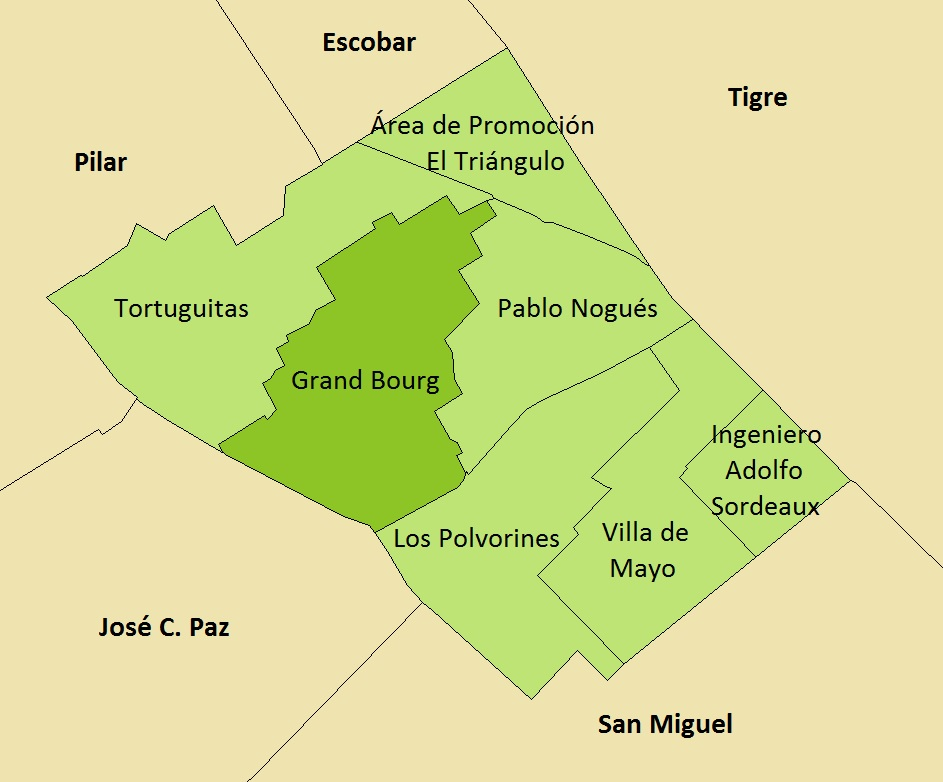
Antiguo mapa de las localidades del Partido de Malvinas Argentinas. Este mapa no incluye a Tierras Altas

- Los Polvorines (Ciudad cabecera del Partido)
- Tortuguitas
- Villa de Mayo
- Tierras Altas
- Malvinas Argentinas

## Atracciones
Entre las principales atracciones del Partido de Malvinas Argentinas, esta el Predio Municipal (ex batallón), ubicado en Baroni y las vías del tren Belgrano Norte, en Los Polvorines. A donde, ocurren los eventos más importantes del partido.

## Deportes
Dentro de sus límites se encuentra el Estadio de Fútbol del Club Atlético San Miguel cuya entrada principal se encuentra sobre la calle José León Suárez y denominado Complejo Olímpico Malvinas Argentinas.  Fue inaugurado en 1978. 
Si bien no nació en el partido, Norberto Alonso vivió muchos años en Los Polvorines.
Otro futbolista de la zona fue Jorge Armando "Lulú" Sanabria. En boxeo se destacó "Koyak" Silva. 
Al crearse el partido se fundó el Círculo de Periodistas Deportivos nombrándose como Presidente a Juan Carlutti, el más prestigioso y respetado entre sus pares.

## Política
Al igual que los 135 distritos de la Provincia de Buenos Aires, la Ley Orgánica De Las Municipalidades (Decreto-Ley N°6769/1958), El partido de Malvinas Argentinas está a cargo de un Intendente. 
El Consejo Deliberante y el Consejo Escolar el cual se renueva por mitades cada 2 años.
El Intendente, Los Concejales y los Consejeros Escolares,tiene un mandato que dura cuatro años y puede ser reelegido indefinidamente, este es electo mediante el voto en las Elecciones Nacionales de la República Argentina.
El Consejo Deliberante de Malvinas Argentinas (En el Art. 2° de la Ley Orgánica De Las Municipalidades), Tiene en el Consejo 24 Concejales por tener más de 200.000 habitantes, Cada 2 años se renuevan los concejales a través del Voto en las Elecciones Ejecutivas y Legislativas Nacionales.
A Partir del 10 de diciembre de 2023, El bloque de partidos políticos estará conformado de la siguiente manera:

### Intendentes
| Mandato                                          | Intendente              | Partido                                                     |
| ------------------------------------------------ | ----------------------- | ----------------------------------------------------------- |
| 10 de diciembre de 1995-10 de diciembre de 2015  | Jesús Cataldo Cariglino | Partido Justicialista (1995-2011) Unión Popular (2011-2015) |
| 10 de diciembre de 2015-20 de septiembre de 2021 | Leonardo Javier Nardini | Frente Para La Victoria-Frente de Todos                     |
| 20 de septiembre de 2021-12 de diciembre de 2023 | Noelia Rocío Correa     | FDT-UP                                                      |
| 12 de diciembre de 2023-Actual                   | Leonardo Javier Nardini | Union Por La Patria                                         |

### Integrantes del Consejo Deliberante
| Bloque               | Color    | Concejales | Total en el Consejo |
| -------------------- | -------- | ---------- | ------------------- |
| Union Por La Patria  | Celeste  | 15         | 24                  |
| Juntos Por El Cambio | Amarillo | 6          |                     |
| La Libertad Avanza   | Violeta  | 3          |                     |

### Elecciones municipales

#### Elecciones en la década de 2020
|  | 59,98 % |

|  | 21,44 % |

|  | 14,86 % |

|  | 3,71 % |

|  | 90,00 % |

|  | 9,48 % |

|  | 0,52 % |

|  | 78,17 % |

|  | 100 % |

|  | 52,37 % |

|  | 26,20 % |

|  | 7,21 % |

|  | 7,07 % |

|  | 3,83 % |

|  | 3,31 % |

|  | 96,92 % |

|  | 2,08 % |

|  | 1,00 % |

|  | 71,16 % |

|  | 100 % |

#### Elecciones en la década de 2010
|  | 68,23 % |

|  | 24,33 % |

|  | 3,49 % |

|  | 2,42 % |

|  | 1,54 % |

|  | 93,94 % |

|  | 5,50 % |

|  | 0,56 % |

|  | 82,56 % |

|  | 100 % |

|  | 49,21 % |

|  | 30,16 % |

|  | 11,13 % |

|  | 5,83 % |

|  | 3,68 % |

|  | 94,38 % |

|  | 5,27 % |

|  | 0,36 % |

|  | 80,32 % |

|  | 100 % |

|  | 44,19 % |

|  | 42,31 % |

|  | 9,57 % |

|  | 2,90 % |

|  | 1,03 % |

|  | 92,08 % |

|  | 7,43 % |

|  | 0,49 % |

|  | 84,43 % |

|  | 100 % |

|  | 58,46 % |

|  | 27,85 % |

|  | 5,92 % |

|  | 4,37 % |

|  | 3,39 % |

|  | 93,27 % |

|  | 6,36 % |

|  | 0,37 % |

|  | 83,83 % |

|  | 100 % |

|  | 54,93 % |

|  | 36,48 % |

|  | 2,43 % |

|  | 2,01 % |

|  | 1,92 % |

|  | 1,62 % |

|  | 0,61 % |

|  | 91,47 % |

|  | 7,98 % |

|  | 0,55 % |

|  | 84,97 % |

|  | 100 % |

#### Elecciones en la década de 2000
|  | 36,32 % |

|  | 8,01 % |

|  | 44,33 % |

|  | 30,74 % |

|  | 5,78 % |

|  | 4,07 % |

|  | 3,27 % |

|  | 2,28 % |

|  | 2,18 % |

|  | 1,24 % |

|  | 1,08 % |

|  | 1,04 % |

|  | 0,81 % |

|  | 0,74 % |

|  | 0,72 % |

|  | 0,51 % |

|  | 0,46 % |

|  | 0,40 % |

|  | 0,35 % |

|  | 89,30 % |

|  | 9,76 % |

|  | 0,94 % |

|  | 78,87 % |

|  | 100 % |

|  | 41,87 % |

|  | 32,66 % |

|  | 5,64 % |

|  | 4,58 % |

|  | 3,23 % |

|  | 2,94 % |

|  | 1,88 % |

|  | 1,77 % |

|  | 0,85 % |

|  | 0,82 % |

|  | 0,79 % |

|  | 0,77 % |

|  | 0,60 % |

|  | 0,48 % |

|  | 0,39 % |

|  | 0,34 % |

|  | 0,30 % |

|  | 0,06 % |

|  | 89,13 % |

|  | 10,04 % |

|  | 0,83 % |

|  | 81,37 % |

|  | 100 % |

|  | 44,54 % |

|  | 30,03 % |

|  | 5,24 % |

|  | 4,11 % |

|  | 3,45 % |

|  | 1,97 % |

|  | 1,55 % |

|  | 1,33 % |

|  | 1,29 % |

|  | 1,21 % |

|  | 1,11 % |

|  | 0,83 % |

|  | 0,60 % |

|  | 0,58 % |

|  | 0,58 % |

|  | 0,54 % |

|  | 0,32 % |

|  | 0,24 % |

|  | 0,23 % |

|  | 0,23 % |

|  | 0,02 % |

|  | 0,01 % |

|  | 0,00 % |

|  | 89,56 % |

|  | 9,26 % |

|  | 1,18 % |

|  | 79,77 % |

|  | 100 % |

|  | 37,06 % |

|  | 13,49 % |

|  | 12,19 % |

|  | 8,59 % |

|  | 5,29 % |

|  | 4,28 % |

|  | 3,22 % |

|  | 3,18 % |

|  | 3,02 % |

|  | 1,46 % |

|  | 1,35 % |

|  | 1,35 % |

|  | 1,28 % |

|  | 1,17 % |

|  | 0,69 % |

|  | 0,64 % |

|  | 0,61 % |

|  | 0,55 % |

|  | 0,32 % |

|  | 0,24 % |

|  | 0,00 % |

|  | 87,17 % |

|  | 11,35 % |

|  | 1,48 % |

|  | 74,69 % |

|  | 100 % |

|  | 47,61 % |

|  | 3,62 % |

|  | 0,92 % |

|  | 0,26 % |

|  | 52,41 % |

|  | 9,75 % |

|  | 7,25 % |

|  | 6,92 % |

|  | 5,03 % |

|  | 4,91 % |

|  | 2,81 % |

|  | 2,51 % |

|  | 1,89 % |

|  | 1,60 % |

|  | 1,16 % |

|  | 1,00 % |

|  | 0,88 % |

|  | 0,73 % |

|  | 0,67 % |

|  | 0,48 % |

|  | 81,11 % |

|  | 10,98 % |

|  | 7,91 % |

|  | 78,58 % |

|  | 100 % |

#### Elecciones en la década de 1990
|  | 55,33 % |

|  | 5,73 % |

|  | 61,06 % |

|  | 25,59 % |

|  | 5,77 % |

|  | 3,61 % |

|  | 0,90 % |

|  | 0,84 % |

|  | 0,71 % |

|  | 0,58 % |

|  | 0,51 % |

|  | 0,43 % |

|  | 89,58 % |

|  | 9,55 % |

|  | 0,87 % |

|  | 85,92 % |

|  | 100 % |

|  | 53,43 % |

|  | 32,18 % |

|  | 3,22 % |

|  | 3,05 % |

|  | 2,00 % |

|  | 1,95 % |

|  | 1,28 % |

|  | 1,06 % |

|  | 0,98 % |

|  | 0,85 % |

|  | 93,89 % |

|  | 5,26 % |

|  | 0,85 % |

|  | 82,45 % |

|  | 100 % |

|  | 53,56 % |

|  | 15,92 % |

|  | 9,17 % |

|  | 9,13 % |

|  | 4,79 % |

|  | 4,45 % |

|  | 1,21 % |

|  | 0,60 % |

|  | 0,40 % |

|  | 0,30 % |

|  | 0,27 % |

|  | 0,20 % |

|  | 91,04 % |

|  | 8,35 % |

|  | 0,61 % |

|  | 84,00 % |

|  | 100 % |

## Patrimonios urbanos
Estos son algunos de los sitios culturales del distrito que han logrado su declaración como Patrimonios a raíz de una Ordenanza del Poder Ejecutivo:
- Edificios del Ex-Batallón 601 (N.º de Ordenanza: 447/01)
- Club Los Cedros (N.º de Ordenanza: 72/01)
- Estación de tren Villa de Mayo (N.º de Ordenanza: 434/01)
- Casa de Orihuel (N.º de Ordenanza: 558/02)
- El Ombú y la Plazoleta de Los Polvorines (N.º de Ordenanza: 931/07)
- La Parroquia del Inmaculado Corazón de Jesús (N.º de Ordenanza: 1552/15)